# 費城詢問報
《費城詢問報》（英語：The Philadelphia Inquirer），或译《费城问询报》，是發行於美國賓夕法尼亞州費城市區的一份每日晨報。該報由約翰·R·沃克及約翰·諾維爾於1829年6月創辦，是美國現存第三老的日報。《費城詢問報》平均報紙發行量位居美國第十五大，並贏得19個普利策獎。